# Linn (namn)

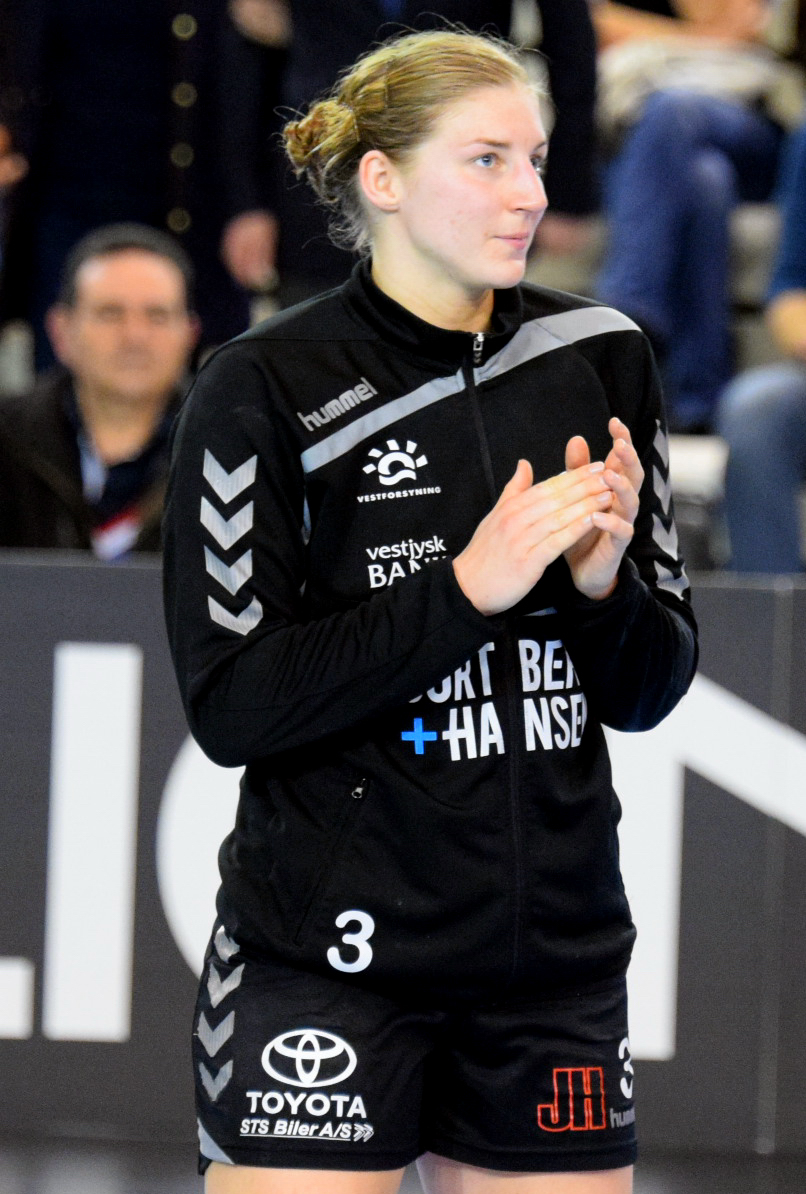
Linn Blom, 2016.

Kvinnonamnet "Linn" är enligt ISOF en variantform av walesiska Lynn, som betyder ”sjö”, alternativt är det en kortform för Linnea, med svenskt ursprung.
Namnet var tidigare ovanligt i Sverige men ökade i popularitet och det finns över 5 000 flickor födda på 1990-talet som heter Linn. Den 31 december 2019 fanns det totalt 15 463 personer i Sverige med namnet, varav 11 893 bar det som tilltalsnamn. År 2003 fick 517 flickor namnet, varav 397 fick det som tilltalsnamn.
Namnsdag: I Sverige 13 maj (1993–2000: 20 juni). I den finlandssvenska namnsdagslängden har Linn namnsdag 15 april sedan 2000.

## Personer med namnet Linn
- Linn Ahlborg, svensk influerare
- Linn Blohm, svensk handbollsspelare
- Linn Bülow, svensk skådespelare
- Linn Heed, svensk sexolog
- Linn Persson, svensk skidskytt
- Linn Stokke, norsk skådespelare
- Linn Svahn, svensk längdskidåkare
- Linn Sömskar, svensk längdskidåkare
- Linn Ullmann, norsk författare